# KPNA5
KPNA5‏ (Karyopherin subunit alpha 5) هوَ بروتين يُشَفر بواسطة جين KPNA5 في الإنسان.

## الوظيفة
يتم نقل الجزيئات بين النواة والسيتوبلازم في الخلايا حقيقية النواة بواسطة مُعقّد المسام النووية (NPC)، الذي يتكون من 60-100 بروتين، ويبلغ حجمه الجزيئي نحو 120 مليون دالتون. يمكن للجزيئات الصغيرة (حتى 70 كيلو دالتون) المرور عبر المسام النووية عن طريق الانتشار غير الانتقائي؛ بينما تُنقل الجزيئات الأكبر حجمًا من خلال عملية نشطة. تحتوي معظم البروتينات النووية على تسلسلات قصيرة من الأحماض الأمينية الأساسية تُعرف باسم إشارات التوطين النووي (NLSs).
ينتمي بروتين KPNA5 إلى عائلة بروتينات إمبورتين ألفا، ويُعتقد أنه يشارك في استيراد البروتينات المعتمدة على NLS إلى النواة.